# Comuna Mitocu Dragomirnei, Suceava
Mitocu Dragomirnei este o comună în județul Suceava, Bucovina, România, formată din satele Dragomirna, Lipoveni, Mitocași și Mitocu Dragomirnei (reședința). Se află la 8 km nord de municipiul Suceava. Are o populație de 4.438 de locuitori.

### Rezervația de fag de la Dragomirna
Rezervația de fag de la Dragomirna se află pe teritoriul comunei Mitocu Dragomirnei și face parte din trupul de pădure Chilia, fiind situată la o altitudine care variază între 380–450 m.
La această rezervație se poate ajunge pe 2 trasee:
- Drumul comunal Suceava – Mănăstirea Dragomirna, până la mănăstire și apoi urmând drumul cunoscut sub numele de “Trei meri” pe o distanță de 1,6 km până la rezervație.
- Pe DN2 Suceava – Siret, până la intersecția cu satul Pătrăuți, se trece de localitate și pe drumul forestier “Trei meri” se ajunge la rezervație.

Arboretul din rezervație are o proveniență naturală în proporție de 97%. Cea mai importantă intervenție silvică din acest perimetru a avut loc între anii 1875-1880, când s-au plantat puieți de molid, larice și pin silvestru. În jurul anului 1890, s-a plantat un hectar cu stejar și paltin. Marea majoritate a arborilor au vârste cuprinse între 110-130 de ani. Acestei rezervații i s-a dedicat un studiu monografic, Fagetum Dragomirna, apărut în volumul V din “Studii și comunicări de ocrotire a naturii”, autor regretatul dr.ing. Petru Brega.
Fauna este tipică pentru zona împădurită colinară.
Suprafața rezervației este de cca. 134,80 ha.

## Obiective turistice
În satul Dragomirna, se află Mănăstirea Dragomirna, ctitorită de Anastasie Crimca în 1609. Este cea mai înaltă mănăstire din Bucovina, cu o înălțime maximă de 42 de metri.
De asemenea, la o distanță de circa 3 kilometri prin pădure, se află Schitul Sfinții Apostoli Petru și Pavel din Dragomirna.
- Biserica Adormirea Maicii Domnului din Mitocu Dragomirnei - construită în perioada 1820-1825
- Biserica romano-catolică din Mitocu Dragomirnei - construită în 1894

## Activitate economică
Pe linie economică, baza principală este agricultura, unde cartoful, hreanul și porumbul ocupă un loc fruntaș. În comuna există o echipă de fotbal, Știința.

## Demografie
Componența etnică a comunei Mitocu Dragomirnei
     Români (70,38%)
     Romi (15,51%)
     Ruși lipoveni (3,35%)
     Alte etnii (0,08%)
     Necunoscută (10,69%)
Componența confesională a comunei Mitocu Dragomirnei
     Ortodocși (58,6%)
     Penticostali (26,14%)
     Creștini de rit vechi (3,08%)
     Alte religii (0,96%)
     Necunoscută (11,22%)
Conform recensământului efectuat în 2021, populația comunei Mitocu Dragomirnei se ridică la 5.230 de locuitori, în creștere față de recensământul anterior din 2011, când fuseseră înregistrați 4.438 de locuitori. Majoritatea locuitorilor sunt români (70,38%), cu minorități de romi (15,51%) și ruși lipoveni (3,35%), iar pentru 10,69% nu se cunoaște apartenența etnică. Din punct de vedere confesional, majoritatea locuitorilor sunt ortodocși (58,6%), cu minorități de penticostali (26,14%) și creștini de rit vechi (3,08%), iar pentru 11,22% nu se cunoaște apartenența confesională.

## Politică și administrație
Comuna Mitocu Dragomirnei este administrată de un primar și un consiliu local compus din 15 consilieri. Primarul, Radu-Constantin Reziuc[*], de la Partidul Social Democrat, este în funcție din octombrie 2020. Începând cu alegerile locale din 2024, consiliul local are următoarea componență pe partide politice:
|  | Partid                                   | Consilieri | Componența Consiliului | Componența Consiliului | Componența Consiliului | Componența Consiliului | Componența Consiliului | Componența Consiliului | Componența Consiliului |
|  | ---------------------------------------- | ---------- | ---------------------- | ---------------------- | ---------------------- | ---------------------- | ---------------------- | ---------------------- | ---------------------- |
|  | Partidul Social Democrat                 | 7          |                        |                        |                        |                        |                        |                        |                        |
|  | Alianța pentru Unirea Românilor          | 3          |                        |                        |                        |                        |                        |                        |                        |
|  | Partidul Național Liberal                | 2          |                        |                        |                        |                        |                        |                        |                        |
|  | Comunitatea Rușilor Lipoveni din România | 2          |                        |                        |                        |                        |                        |                        |                        |
|  | Forța Dreptei                            | 1          |                        |                        |                        |                        |                        |                        |                        |

## Recensământul din 1930
Componența etnică a comunei Mitocu Dragomirnei
     Români (79,55%)
     Germani (18,15%)
     Evrei (0,45%)
     Altă etnie (1,85%)
Componența confesională a comunei Mitocu Dragomirnei
     Ortodocși (81%)
     Romano-catolici (10,3%)
     Mozaici (0,45%)
     Evanghelici\Luterani (8,25%)
Conform recensământului efectuat în 1930, populația comunei Mitocu Dragomirnei se ridica la 2761 locuitori. Majoritatea locuitorilor erau români (79,55%), cu o minoritate de germani (18,15%) și una de evrei (0,45%). Alte persoane s-au declarat: ruteni (1 persoană), polonezi (3 persoane), ruși (1 persoană). Din punct de vedere confesional, majoritatea locuitorilor erau ortodocși (81,0%), dar existau și romano-catolici (10,3%), mozaici (0,45%) și evanghelici\luterani (8,25%).

## Personalități
- Vasile Grecu (1885 - 1972), filolog.